# Абдршин Раміль Хайруллайович
Раміль Хайруллайович Абдршин (1 листопада 1925 , Новомусіно, Шарлицький район  — 8 листопада 1943 , Переяславський район, Київська область ) — Герой Радянського Союзу, учасник Німецько-радянської війни, член ВЛКСМ.

## Біографія
Народився 8 листопада 1925 року в селі Новомусіно Ток-Чуранської волості Білебеївського кантону Башкирської АРСР (нині Шарлицький район Оренбурзької області). Закінчив десять класів, а в липні 1942 року він на відмінно закінчив Каттакурганське педагогічне училище, після закінчення якого працював учителем у школі міста Каттакурган Самаркандської області Узбецької РСР.
Був призваний до лав РСЧА в лютому 1943 року, а вже в березні брав участь у боях на Воронезькому фронті німецько-радянської війни. У ніч проти 22 вересня 1943 року сержант Раміль Абдршин разом зі своїм відділенням на саморобних плотах форсував Дніпро.
У боях за села Зарубинці, Луковиці, Григорівка (Канівський район, Черкаська область, Українська РСР) Раміль Абдршин діяв рішуче та сміливо. Під час відбиття контратаки гітлерівців 11 жовтня 1943 року був тяжко поранений і 8 листопада 1943 року помер або в 506-му окремому медико-санітарному батальйоні 241-ї стрілецької дивізії в нині затопленому селі В'юнище, або в хірургічному польовому шпиталі № 4383 в сел Циблі Переяслав-Хмельницького району Київської області. Похований у селі Циблі Бориспільського району України. Указом Президії Верховної Ради СРСР від 17 листопада 1943 року за «зразкове виконання бойових завдань командування на фронті боротьби з німецько-фашистськими загарбниками та виявлені при цьому мужність і героїзм», сержанту Рамілю Хайруллайовичу Абдршину посмертно присвоєно звання Героя Радянського Союзу.

## Нагороди
- Медаль «Золота Зірка» Героя Радянського Союзу
- Орден Леніна
- медаль за відвагу"

## Пам'ять
- у селі Зарубинці на честь Героїв споруджено пам'ятник.
- У школі № 3 міста Каттакургана встановлено меморіальну дошку.